# Жан Батист Сеј
Жан Батист Сеј (фр. Jean-Baptiste Say; Лион, 5. јануар 1767 — Париз, 15. новембар 1832) био је француски економиста, и пословни човек. Имао је либералне погледе, залагао се за конкуренцију, слободну трговину и укидање препрека бизнису.
Сеј је познат по свом Сејовом закону, који се често скраћено дефинише реченицом: „Свака понуда креира сопствену тражњу“. Тврдио је да производња и продаја роба у економији аутоматски стварају приход произвођачима, који се онда поново „улаже“ у економију и креира довољну тражњу потребну да би се те робе купиле. Значи, производња је одређена понудом роба, пре него тражњом.
Невољна незапосленост радне снаге и средстава за производњу није могућа, осим услед некаквих препрека трговини. По овом закону, кризе хиперпродукције нису могуће. И Карл Маркс и Кејнс су оштро нападали Сејов закон. Маркс је теоријски објашњавао постојање криза хиперпродукције, а Кејнс је на практичним примерима показивао њихово постојање.
Сеј је такође био један од првих који су тврдили да новац има неутрално дејство на економију. Новац није тражен ради самог новца, већ због тога што омогућава прибављање других добара. Повећање количине новца у оптицају би довело до раста цена осталих добара (које су изражене новцем), то јест до инфлације, али не би променило релативне цене добара или количине добара које се производе. Економисти су касније ову идеју развили у квантитативну теорију новца.
Сејове идеје су допринеле развоју неокласичне економије, која је настала касније током 19. века.